# پت جکسون
پت جکسون (انگلیسی: Pat Jackson؛ ۲۶ مارس ۱۹۱۶ – ۳ ژوئن ۲۰۱۱) کارگردان فیلم و فیلم‌نامه‌نویس اهل بریتانیا بود. از آثار وی می‌توان به جزیره ویرجین اشاره کرد.